# 현대 RM14
현대 RM14 (Racing Midship 14)는 컨셉트 카 로서 2014년부산국제모터쇼를 통해 발표된 고성능 컨셉트 모델이다. N 브랜드 런칭 이전의 고성능 차량 개발 프로젝트의 일환으로 진행되었으며 현대자동차의 1세대 벨로스터 모델을 기반으로 제작되었다.

## RM 시리즈의 개발 배경
현대자동차는 고성능 N 브랜드 런칭 이전의 선행활동으로 2012년부터 프로젝트 RM (Racing Midship)를 시작하고 차량을 개발하기 시작했다. 이후에 등장할 N 모델의 양산 차량에서 적용할 선행 개발 단계의 기술들을 적용해 실제 주행을 통한 테스트를 거치면서 기술과 기능을 검증하고 개량하는 과정에서 만들어진 차량이다.
RM 시리즈는 MR (Midship engine-Rear wheel drive) 구동방식을 적용함으로서 고성능 차량의 성능구현에 필수적인 무게 배분에 따른 차량의 움직임 변화와 경량 고강성 차체가 전체적인 차량의 성능에 기여하는 부분을 평가하기 위하여 MR 구동방식을 적용하고 있다고 밝히고 있다.

## 상세
2014년 부산국제모터쇼를 통해 처음으로 일반에게 공개된 RM14는 프로젝트 RM의 첫 모델로서 운동성을 강화하기 위한 미드쉽 엔진 구조에 당시 6세대 쏘나타에서 적용되어 큰 화제를 모았던 2.0 세타 T-GDi 엔진이 적용되었다, 최고출력은 300ps, 최대토크는 39kg.m로 발표되었고 엔진의 서브프레임과 차체를 일체형으로 디자인한 구조를 가지고 있는 것이 가장 큰 특징이라고 할 수 있다.
외관은 당시 판매 중이던 준중형 쿠페 모델인 벨로스터를 기반으로 제작되었으며, RM14 전용으로 디자인 된 에어 덕트와 리어 디퓨저 및 리어 스포일러를 갖추고 있다. 타이어는 미쉐린의 파일럿 스포츠 2를 적용했다. 최저 지상고는 120mm로 설정되어 일반적인 차량보다 공력성능 및 접지성능을 확보하는 것을 목표로 삼았고, 차량의 무게 배분은 43:57로 구성되어 있다는 특징이 있다.

## 같이 보기
- 현대자동차
- 현대 N
- N DECODE